# Plastic Omnium
Plastic Omnium é um grupo industrial francês, criado em 1946 por Pierre Burelle e controlado pela família deste (Eliane Lemarié, Jean Burelle, Laurent Burelle, presidente e CEO do grupo de 2001 a 2019).
Com um faturamento de 9,2 bilhões de euros em 2019, o grupo emprega 32.000 pessoas em 131 fábricas, 26 centros de P&D e 26 países ao redor do mundo. A Plastic Omnium está listada na Bolsa de Paris nos índices Next 150 e CAC Mid 60.